# Phare de Capo Mulini
Le phare de Capo Molini (en italien : Faro di Capo Molini) est un phare situé sur it:Capo Mulini dans la commune d'Acireale dans le mer Ionienne, dans la province de Catane (Sicile), en Italie.

## Histoire
Le premier phare a été mis en service en 1868. Il a été remplacé par le phare actuel en 1919. Il se situe sur à l'extrémité du cap à environ 3 km au sud de la ville d'Acireale et à 10 km au nord-est de Catane.
Le phare est entièrement automatisé et alimenté sur le réseau électrique à l'énergie solaire par panneau voltaïque. Il est géré par la Marina Militare.

## Description
Le phare se compose d'une tourelle cylindrique, avec galerie et lanterne, surmontée d'une maison de gardien de 20 m de haut. La tour est blanche et le dôme de la lanterne est gris métallisé. Il émet, à une hauteur focale de 42 m, trois brefs éclats blancs, toutes les 15 secondes. Sa portée est de 22 milles nautiques (environ 41 km) pour le feu blanc et 10 milles nautiques pour le feu de réserve.
Identifiant : ARLHS : ITA-028 ; EF-2788- Amirauté : E1826 - NGA : 10432 .

## Caractéristiques dufeu maritime
Fréquence : 15 secondes (W-W-W)
- Lumière : 0.2 seconde
- Obscurité : 2.8 secondes
- Lumière : 0.2 seconde
- Obscurité : 2.8 secondes
- Lumière : 0.2 seconde
- Obscurité : 8.8 secondes

|          |
| Acireale |

### Lien connexe
- Liste des phares de la Sicile